# Carlos Rangel
Carlos Enrique Rangel Guevara (Caracas, 17 de septiembre de 1929-15 de enero de 1988) fue un periodista, académico y diplomático venezolano. Figura de la televisión y uno de los principales difusores del liberalismo en Venezuela.

## Biografía

### Juventud y familia
Nació en Caracas, hijo de Magdalena Guevara Hermoso y José Antonio Rangel Báez.

### Estudios
Sus estudios de primaria y bachillerato los hizo en la ciudad de Caracas, pero toda su educación superior la hizo en Estados Unidos y Europa.  Se graduó como Bachelor of Arts en el Bard College y obtuvo el Certificat d´Etudes en La Sorbona de París. Luego, cursó un máster en la Universidad de Nueva York.

### Vida laboral
Gracias a su dominio del inglés y el francés recibió certificación formal como traductor. Se desempeñó como instructor en la Universidad de Nueva York en 1958 y, luego, entre 1961 y 1963, se ocupó de la cátedra de Periodismo de Opinión en la Universidad Central de Venezuela (UCV). Ejerció el cargo de primer secretario de la embajada de Venezuela en Bruselas en el año 1959. Casi veinte años después, volvió al ámbito de las relaciones internacionales al asumir el cargo de embajador jefe de la misión venezolana a República Dominicana para la toma de posesión del presidente Joaquín Balaguer.
En 1960 comenzó su actividad periodística, la cual siguió ejerciendo continuamente durante los siguientes diez años con cargos como director de la revista Momento y moderador en programas de televisión como Frente a la Prensa. Durante sus veinte años en el espacio televisivo debatió sus ideas sobre muchos temas relacionados con el acontecer informativo con destacadas personalidades nacionales y extranjeras.  Con su primera esposa, Barbara Barling, tuvo cuatro hijos: Antonio Enrique, Carlos José, Magdalena Teresa, y Diana Cristina. Junto con su segunda esposa Sofía Ímber, comenzó a realizar el programa de televisión Buenos días, que se transmitió por Venevisión, dentro del maratónico matutino Buenos Días Venezuela. Rangel se suicidó de un disparo el 15 de enero de 1988 a los 58 años de edad.

## Obras
En 1976 publicó Del buen salvaje al buen revolucionario y posteriormente El tercermundismo (1982). Prologados por el intelectual francés Jean-François Revel. También fue un asiduo columnista de la prensa nacional e internacional.[cita requerida] Algunos de sus artículos fueron publicados póstumamente en un libro titulado Marx y los socialismos reales y otros ensayos.